# 細胞分子生物学研究所

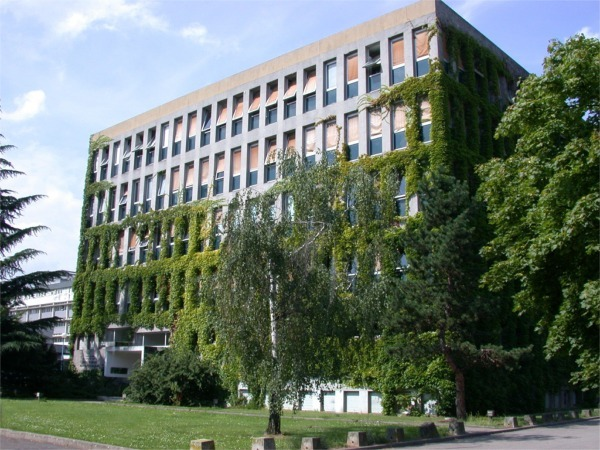
IBMC

細胞分子生物学研究所（さいぼうぶんしせいぶつがくけんきゅうじょ、仏: Institut de biologie moléculaire et cellulaire 略称 IBMC ）はCNRS付属の分子生物学研究所。
業務の一部はルイ・パスツール大学職員が兼務する。